# Ка Микелон-Полети (Виченца)
Ка Микелон-Полети је насеље у Италији у округу Виченца, региону Венето.
Према процени из 2011. у насељу је живело 52 становника. Насеље се налази на надморској висини од 308 м.